# Dominic Dale
Dominic Dale (Coventry, 29 de diciembre de 1971) es un jugador de snooker galés.

## Biografía
Nació en la ciudad inglesa de Coventry en 1971, pero juega bajo la nacionalidad galesa. Es jugador profesional de snooker desde 1992. Se ha proclamado campeón de dos torneos de ranking: el Grand Prix de 1997, en cuya final derrotó a John Higgins (9-6), y el Masters de Shanghái de 2007, donde se deshizo de Ryan Day (10-6) en el partido decisivo. No ha logrado, hasta la fecha, hilar ninguna tacada máxima, y la más alta de su carrera está en 145.
Ha anunciado su retirada del snooker profesional a la finalización de la temporada 2024/2025 debido a un dolor crónico que sufre en los dedos.